# Road to Rhode Island
Road to Rhode Island is de 20e aflevering van Family Guy. Het is de eerste aflevering uit de speciale Road to... reeks, waar later 7 onderdelen van verschenen.

## Verhaal
Na een bezoekje aan de therapeut, komt Brian erachter dat hij problemen met verlating doordat hij op jonge leeftijd werd afgepakt van zijn moeder en dus hij begint meer te drinken om tegen de pijn kunnen. Ondertussen zit Stewie bij zijn grootouders en dus Brian neemt de plaats van Lois om hem te gaan ophalen uit Palm Springs. Het duo verliezen hun vliegtickets, worden uit een motel gejaagd, stelen auto's en Brian begraaft zijn opgezette moeder, allemaal op de weg naar Quahog. Uiteindelijk bergen ze zich weg op een trein en zingen een musicalnummer (een parodie van Road to Morocco uit de film Road to Morocco), om hun avontuur af te sluiten.
Ondertussen koopt Lois magneetbanden om haar communicatie met Peter te verbeteren, maar ze blijken pornografie te zijn.